# Mayengewann von Lämmerspiel
Das Naturschutzgebiet Mayengewann von Lämmerspiel (NSG-Kennung 1438009) liegt im hessischen Landkreis Offenbach. Es umfasst einen etwa 6,69 Hektar großen Wald- und Wiesenbestand, der sich im Stadtgebiet von Lämmerspiel befindet.

## Gebietsbeschreibung
Das Naturschutzgebiet liegt am östlichen Ortsrand des Mühlheimer Stadtteils Lämmerspiel. Artenreicher Eichenwald und angrenzend wechselfeuchte Wiesen charakterisieren das NSG Mayengewann von Lämmerspiel. Als FFH-Gebiet Mayengewann von Lämmerspiel (DE 5819-301) ist das Gebiet seit 2000 Teil des Natura 2000-Netzwerks in Europa und steht unter besonderem Schutz.

## Schutzzweck
Zweck der NSG-Ausweisung ist der Schutz des Gebietes mit seinen seltenen Pflanzenarten vor Eingriffen. Ziel der Unterschutzstellung ist es, den artenreichen Eichenwald mit den ihn umgebenden Grünlandflächen, welche sich deutlich von den übrigen Kulturflächen abheben, zu erhalten. Wesentlicher Schutzzweck der extensiv genutzten Wiesen ist die Bedeutung als Lebensraum für eine Vielzahl seltener und bestandsgefährdeter Tier- und Pflanzenarten.

## Flora und Fauna
Die dortige Orchideenwiese mit Beständen vom Kleinen (Orchis morio) und Breitblättrigen Knabenkraut (Dactylorhiza majalis) ist ein zentrales Merkmal. Weitere bemerkenswerte Pflanzenarten sind das in Deutschland sehr seltene Graben-Veilchen (Viola stagnina), Mondraute (Botrychium lunaria), Wasser-Greiskraut (Senecio aquaticus) und die Natternzunge (Ophioglossum vulgatum). Dieser altertümliche Farn ist eine Besonderheit in dem NSG.

## Naturschutzgebiete im Landkreis Offenbach
- Liste der Naturschutzgebiete im Landkreis Offenbach